# Рикасиха (присілок)
Рикасиха (рос. Рикасиха) — присілок в Приморському районі Архангельської області Російської Федерації.
Населення становить 2006 осіб. Входить до складу муніципального утворення Приморське поселення.

## Історія
Від 2004 року входить до складу муніципального утворення Приморське поселення.

## Населення
| 2002 | 2010  | 2012  |
| ---- | ----- | ----- |
| 1990 | ↘1877 | ↗2006 |